# 広瀬奏
広瀬 奏（ひろせ かなで、1988年9月14日 - ）は、日本のAV女優。マインズ所属。
出身地:神奈川県。血液型:A型。身長:158cm。スリーサイズ:B84(C)・W59・H86cm。

## 略歴・人物
2010年にデビューしたロリ系AV女優である。

## 出演作品

### アダルトビデオ
2010年
- 素人娘、お貸しします。 VOL.25（4月21日、プレステージ） ※「広瀬真央」名義
- 断れない子。 六人目（5月1日、プレステージ）
- pureness 2 （5月12日、フルセイル）
- 「R15濡れ場」のある恋愛映画のベッドシーンで、生唾を飲んだ女子校生を4回イカせる（5月13日、SODクリエイト）他出演:長谷川杏実
- 制服美少女と性交（6月5日、ドリームチケット）[2]。
- 「満員の男子校バスに乗り込んでくる女子高生“5つの理由”教えます」 VOL.1（6月10日、DANDY）他出演:平塚ゆい ほか
- （裏）手コキクリニック 〜完全版〜 性交クリニック 6（7月8日、SODクリエイト）共演:直嶋あい、橘美穂、羽月希、なのかひより
- 素人援交生中出し 92（7月31日、プラム）
- 天然美少女制服狩り 〜昏睡中出し 受精徒 かなで〜（8月6日、GLAY'z）[2]。
- ロリータアンダースコート（8月13日、TMA）他出演:つぼみ、稲見亜矢、和葉みれい、水玉レモン、藤原ひとみ
- 突然マ○コいじられ辱しめられちゃった私。 2（8月13日、アロマ企画）他出演:加藤なつみ、月野みちる、浅川涼、神田まどか、松浦楓
- マッサージで感じちゃった私。 美少女編（8月25日、アロマ企画）共演:園田ユリア 他出演:木下あげは、綾女、水玉レモン、野中あんり、みなみゆず、相田まい、木下あげは、たかなし愛、川村典子
- 家庭教師 【カテキョ】 2枚組8時間（9月3日、GLAY'z）他出演:加藤なつみ、鈴音りおな、美月レイ、管野しずか、瀬戸ありさ、宮村恋、片桐りの、豊田沙希、麻倉憂、高梨ひとみ、華山美玲、桃井早苗、南ありさ、鈴房ありさ、喜多村麻衣、上原優実、黒木麻衣、野々宮りん、立花里子
- かなで （9月13日、無垢）
- 中出しロリータ 縞パンニーソックス（10月8日、TMA）他出演:つぼみ、稲見亜矢、藤原ひとみ、和葉みれい、水玉レモン
- 日本の女性器大図鑑 VOL.1（10月8日、GLAY'z）他出演:鈴音りおな、紗奈、優喜ゆり、管野しずか、伊藤真央、宮村恋、森永ひよこ、美月怜、豊田沙希、篠めぐみ、大沢美加、愛菜りな、小向まなみ、華山美玲、矢沢なな、高橋メイ、加藤なつみ、森山みき、瀬戸ありさ、片桐りの ※ブルーレイ作品
- 僕のオナニー見てください。 G-18ver.（10月13日、アロマ企画）他出演:神田まどか、加藤なつみ、藤井未来、南愛美、松浦楓、松浦紗耶香
- ロリータ貧乳乳もみインタビュー（11月1日、Fetishist）他出演:鈴木ありす、愛音まひろ、篠めぐみ、愛璃みい、日野まひる、葉月みお、麻倉憂、綾那優、和葉みれい、水玉レモン、松本優逢、青山ちはる、月野みちる、長谷川みき、春山香織、大崎若菜、神河美音、姫乃杏樹、真紀なみ、南あおい、朝倉ことみ、加藤なつみ、芹川レイラ
- Men'sコンビニエンス 12 《精飲専門:No Handフェラ》（11月2日、チーム川崎）他出演:大沢美加、美月レイ、瀬戸ありさ、加藤なつみ、桃井早苗、華山美玲
- もし高校野球の女子マネージャーがみんな健気な『ヤリマン』だったら（11月4日、ディープス）他出演:加藤なつみ、成瀬心美
- 貴方に語りかけるオナニー 2（11月5日、OFFICE K'S）他出演:水嶋あい、皆瀬ふう花、泉晴香、矢口理紗、村西まりな
- かなで 2 （11月13日、無垢）
- 友達を売った女達。 Vol.02（11月18日、最強）他出演:藤野ルミ、進藤みく、岬心音、橘美穂
- 女子校生のパンティー顔騎（11月19日、OFFICE K'S）他出演:村西まりな、皆瀬ふう花、泉晴香、矢口理紗
- 見つめてフェラチオしてあげる。 VOL.4 ver.女子校生（12月17日、OFFICE K'S）他出演:可愛りん、桜りお、星咲なな子、泉晴香、矢口理紗、新山ゆきみ、森下ちか、RYNN ほか

2011年
- GLAY’z SUPER 騎乗位生中出し4時間 VOL.2（1月21日、GLAY'z）他多数出演
- ≪風俗DX 2枚組8時間≫ Men’sコンビニ Special.2（2月2日、GLAY'z）他多数出演
- かわいい女子校生レイプ 生中出し 4時間（2月4日、GLAY'z）他出演:大沢美加、西山希、森しずか、豊田沙希、すずきりりか
- 昼間っから制服美少女と性交 2 完全なる着衣挿入 4時間（5月15日、ドリームチケット）他多数出演
- バックスタイル 尻フィニッシュ 4時間（7月1日、GLAY'z）他多数出演

### アダルトサイト
- REAL FILE r321 広瀬かなで（REAL FILE）